# Gimel-les-Cascades
Gimel-les-Cascades è un comune francese di 721 abitanti situato nel dipartimento della Corrèze nella regione della Nuova Aquitania.

## Società

### Evoluzione demografica
Abitanti censiti